# 李承祚
李承祚（16世纪—1645年），南直隸鳳陽府定遠縣人，明朝軍事將領，豐城侯。
李承祚為豐城侯李彬之晜孫，繼承豐城侯爵位。天啟年間，依附魏忠賢，為閹黨要員之一，其請設海外督理內臣，又請賜魏忠賢九錫、封魏王。崇禎元年（1628年），被奪爵戍邊。二年（1629年），與梁夢環等人被押赴刑場，本應斬首，但最後並未處死。
弘光帝繼位，李承祚在錢謙益請求下恢復爵位，隆武年間獲賜杖出入朝廷，很快去世。